# はらいそ
『はらいそ』（PARAISO）は、1978年に細野晴臣&イエロー・マジック・バンドとして発売された細野晴臣の4作目のソロアルバム。タイトルは、ポルトガル語でパラダイス paradise にあたるパライソ(paraíso)が訛った、キリシタン用語で天国のことである。

## 解説
『トロピカル・ダンディー』、『泰安洋行』に次ぐ、トロピカル三部作の最後を飾るアルバムである。前2作はクラウンレコードから発売されたが、村井邦彦の誘いを受け、本作はアルファレコードから発売された。
細野が「チャンキー・ミュージック」と名付けた、様々なジャンルの音楽をごた混ぜにしたサウンドが繰り広げられ、カバー曲も沖縄民謡(安里屋ユンタ)からハワイのヒット曲(ジャパニーズ・ルンバ)と幅広い。また、クレジットにイエロー・マジック・バンドと記されているように、細野はこの時イエロー・マジック・オーケストラのヴィジョンがあったという。「はらいそ」のアウトロに「この次はモアベターよ」というセリフがある。

## 収録曲
1. 東京ラッシュ/TOKIO RUSH
作詞・作曲：細野晴臣
2. 四面道歌/SHIMENDOKA
作詞・作曲：細野晴臣
3. ジャパニーズ・ルンバ/JAPANESE RHUMBA
作詞・作曲：ジェリー・F・ミラー
4. 安里屋ユンタ/ASATOYA YUNTA
作詞・作曲：沖縄民謡
5. フジヤマ・ママ/FUJIYAMA MAMA
作詞：Earl Burrows、訳詞：井田誠一、補作詞：細野晴臣、作曲：Earl Barrows
6. ファム・ファタール〜妖婦/FEMME FATALE
作詞・作曲：細野晴臣
7. シャンバラ通信/SHAMBHARA SIGNAL
作曲：細野晴臣
8. ウォリー・ビーズ/WORRY BEADS
作詞・作曲：細野晴臣
9. はらいそ/PARAISO (HARAISO)
作詞・作曲：細野晴臣
後に映画『ちびまる子ちゃん わたしの好きな歌』挿入歌として使われる。

## 演奏者
- 細野晴臣  –  ボーカル、ベース、ギター、マリンバ、ピアノ、オルガン、スティール・ドラム、パーカッション、シンセサイザー(CS-80)、エレクトリックピアノ(CP-30)、ゴング
- 鈴木茂  –  ギター
- 徳武弘文  –  ギター
- 林立夫  –  ドラムス
- 高橋幸宏  –  ドラムス
- 浜口茂外也  –  パーカッション
- 斉藤ノブ  –  パーカッション
- 佐藤博  –  ピアノ、エレクトリック・ピアノ(ローズ・ピアノ)、シンセサイザー(CS-30, CS-80)
- 坂本龍一  –  ピアノ、エレクトリック・ピアノ(ローズ・ピアノ)、シンセサイザー(CS-30, CS-80, ARP Odyssey)
- 武川雅寛  –  ヴァイオリン
- 大貫妙子  –  コーラス
- ティーブ・釜萢  –  ボーカル
- かまやつひろし  –  コーラス
- 川田朝子（かわだともこ）  –  コーラス
- あがた森魚  –  コーラス
- 東京シャイネス・ボーイズ  –  コーラス